# Adrienne Pierce
Adrienne Pierce (West Vancouver, 1977) è una cantante canadese.

## Biografia e carriera
Oltre a tre album ufficiali, la cantante canadese ha pubblicato un EP su iTunes ed uno natalizio, intitolato Making Angels. Le sue canzoni sono state incluse nelle colonne sonore ufficiali delle serie televisive Grey's Anatomy e Veronica Mars. Tuttavia, alcuni suoi brani sono stati anche inclusi in altre serie quali The Hills, The L Word, The Chris Isaak Show, Army Wives - Conflitti del cuore, Greek - La confraternita e Dirt.
Il suo secondo album, Faultline, pubblicato nel 2007, è stato seguito dal terzo, Oh Deer, del 2010.
Adrienne Pierce è sposata con Ari Shine, musicista e compositore, con il quale vive attualmente a Los Angeles.

## Discografia

### Album
- Small Fires (2004)
- Faultline (2007)
- Oh Deer (2010)

### EP e singoli
- Hors d'Oeuvres EP (2006)
- Exit (2006)
- Making Angels (2006)
- Winter (2008)

### Partecipazioni a compilation e colonne sonore
- Lost and Found in Veronica Mars: Original Soundtrack
- Pocahontas in Broken Tunes 2 (cover di canzoni di Neil Young a scopo di beneficenza), Sirius/Universal
- Reaching For Me in MPress Records New Arrivals 3, 2008

### Video musicali
- Arizona (diretto da William Morrison), 2003